# Brouville
Brouville är en kommun i departementet Meurthe-et-Moselle i regionen Grand Est (tidigare regionen Lorraine) i nordöstra Frankrike. Kommunen ligger i kantonen Baccarat som tillhör arrondissementet Lunéville. År 2022 hade Brouville 121 invånare.

## Befolkningsutveckling
Antalet invånare i kommunen Brouville
| Referens: INSEE |